# Blowing Rock, North Carolina

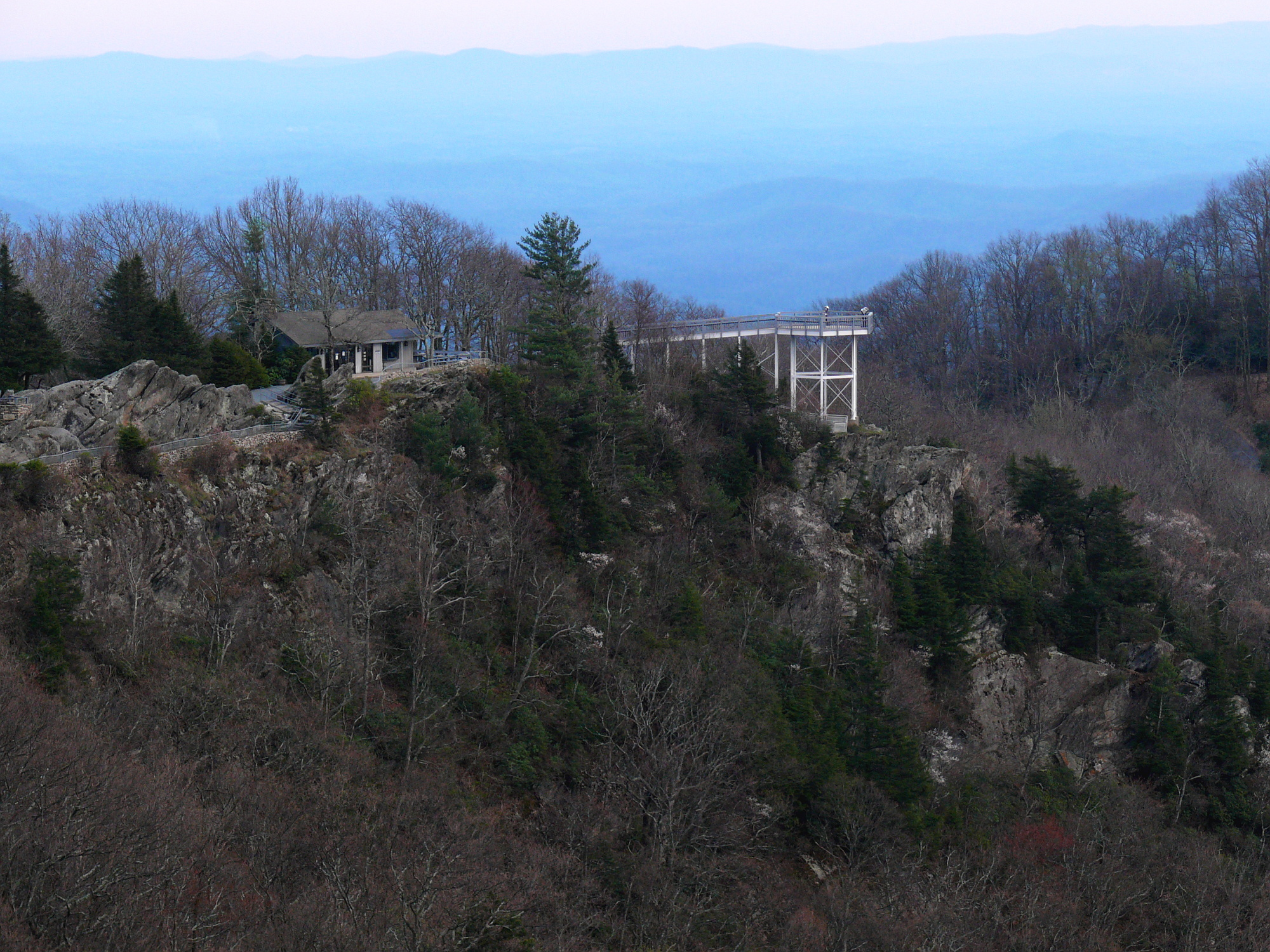

Blowing Rock är en mindre ort i North Carolina, USA, vars befolkning enligt folkräkningen 2010 uppgår till 1192 personer. Namnet på staden syftar på en ovanlig klippformation som sträcker sig över "Johns River Gorge".

## Historik
Omkring 1750, då biskop August Gottlieb Spangenberg från Moravian Church besökte Blowing Rock, var området befolkat av ursprungsbefolkning tillhörande cherokee- och catawba-stammarna.

## Kända personer
Författaren Tom Robbins föddes år 1926 i Blowing Rock. 1943 flyttade han till Burnsville. 